# Columbisoga gyneriicola
Columbisoga gyneriicola är en insektsart som beskrevs av Frederick Arthur Godfrey Muir 1926. Columbisoga gyneriicola ingår i släktet Columbisoga och familjen sporrstritar. Inga underarter finns listade i Catalogue of Life.